# Siège de Gibraltar (février-juin 1333)
 (novembre 2017).
Si vous disposez d'ouvrages ou d'articles de référence ou si vous connaissez des sites web de qualité traitant du thème abordé ici, merci de compléter l'article en donnant les références utiles à sa vérifiabilité et en les liant à la section « Notes et références ».
Pour l’article homonyme, voir Siège de Gibraltar.
Le troisième siège de Gibraltar s'est déroulé entre février et juin 1333, mené par une armée maure commandée le prince Abd al-Malik Abd al-Wahid du Maroc. 
La ville fortifiée de Gibraltar est alors détenue par la Castille depuis 1309, date à laquelle elle a été confisquée à l'émirat maure de Grenade. L'attaque de Gibraltar est ordonnée par le sultan marocain Abou al-Hasan Ali ibn Othman, récemment couronné, en réponse à un appel du souverain Nasride Muhammed IV de Grenade. Le début du siège prend les Castillans par surprise. Les stocks de nourriture à Gibraltar sont épuisés à l'époque en raison du vol par le gouverneur de la ville, Vasco Perez de Meira, de l'argent destiné à la nourriture de la garnison et à l'entretien du château et des fortifications. Après plus de quatre mois de siège et de bombardements par des catapultes mauresques, la garnison et les citadins, réduits à la quasi-famine, se rendent à Abd al-Malik.

## Début du siège
En 1309, les troupes castillanes commandées par Ferdinand IV de Castille capturent Gibraltar, alors connue sous le nom de Medinat al-Fath (la ville de la Victoire), qui appartient à l'émirat à dominance musulmane de Grenade, lors du premier siège de Gibraltar. Ses fortifications sont réparées et améliorées par les Castillans. En 1315, les Grenadins tentent de reprendre Gibraltar lors d'un  second siège infructueux. L'alliance entree les Nasrides de Grenade et les Mérinides du Maroc est tombée en désuétude après la perte de Gibraltar, mais l'accession au trône du sultan Mérinide Abu al-Hassan Ali ibn Othman conduit à un renouvellement du pacte entre les deux États musulmans.
Une force de 7 000 hommes sous le commandement du fils d'Abu al-Hasan, Abd al-Malik, est secrètement transportée à travers le détroit de Gibraltar pour rejoindre les forces de Muhammad IV de Grenade à Algeciras en février 1333. Les Castillans, distraits par le couronnement du roi Alphonse XI, sont lents à répondre à l'invasion, ce qui permet aux envahisseurs d'assiéger Gibraltar avant qu'une riposte puisse être organisée.
Gibraltar est mal préparé pour cette éventualité. Son gouverneur, Don Vasco Perez de Meira, a pillé les fonds alloués par la Couronne pour la nourriture et l'entretien des défenses de la ville, les utilisant pour s'acheter des terres près de Jerez. Il a aussi détourné la nourriture elle-même, la vendant aux Maures et a gardé la garnison par force. Le naufrage d'un navire céréalier au large de la côte de Gibraltar, seulement huit jours avant le début du siège, apporte quelques réserves supplémentaires à la garnison, mais comme les événements le prouveront, insuffisantes.
La ville se compose alors d'une série de districts fortifiés individuellement qui vont de l'arsenal sur le front de mer à un château de plusieurs centaines de pieds sur la pente du Rocher de Gibraltar. À la fin février, les forces d'Abd al-Malik ont capturé le chantier naval et la zone sur le Rocher au-dessus du château, où elles installent des engins de siège. Les tentatives castillanes d'organiser une force de secours sont entravées par les Grenadins qui détournent leur attention en effectuant des raids à leurs frontières. En outre, les disputes politiques entre Alfonso et ses vassaux retardent la levée d'une force terrestre pour rompre le siège. Bien qu'Alfonso dispose d'une force navale sous l'amiral Alfonso Jofre de Tenorio, les navires maures soutenant le siège sont placés près de la côte où il est trop dangereux de tenter une attaque.

## Chute et capture de Gibraltar
Alfonso ne peut envoyer une force de secours sur place qu'en juin. Ses conseillers supérieurs plaident contre la tenue d'une expédition au motif que cela signifierait combattre à la fois Grenade et Fès, ce qu'ils considèrent comme une entreprise trop risquée. Après huit jours de dispute à Séville, Alfonso réussit à convaincre son vassal rebelle Juan Manuel, prince de Villena, de le soutenir contre les Maures. Il fait marcher son armée jusqu'à Jerez, où elle campe près du fleuve Guadalete, à quatre jours de marche de Gibraltar.
Mais il est déjà trop tard pour les défenseurs. La situation à Gibraltar est désespérée à la mi-juin. La nourriture est épuisée et les citadins et la garnison sont réduits à se nourrir du cuir de leurs propres boucliers, ceintures et chaussures. L'amiral Jofre tente de jeter des sacs de farine dans la ville par-dessus des murs à partir de catapultes montées sur des navires, mais les Maures réussissent à chasser les navires castillans. Les catapultes Maures en revanche causent de graves dommages aux défenses de Gibraltar et la garnison affaiblie n'est pas en état de résister davantage.
Le 17 juin 1333, Vasco Perez rend Gibraltar après avoir accepté les conditions d'Abd al-Malik. Il est rapporté qu'il a gardé des provisions de nourriture dans ses propres réserves, assez pour nourrir toute la population assiégée pendant cinq jours. Il a également gardé un certain nombre de prisonniers maures bien nourris dans sa propre maison avec l'intention apparente de les racheter. Il s'enfuit en Afrique du Nord afin d'échapper à la punition pour ses échecs. Comme l'écrivait le chroniqueur du roi Alphonse XI, « Il était de son devoir soit de livrer la forteresse à son seigneur, le roi, soit de mourir pour sa défense ». Il n'a fait ni l'un ni l'autre, et est condamné par les Castillans comme traître. Les autres défenseurs sont autorisés à partir avec honneur en signe de respect pour leur courage d'avoir défendu la ville si longtemps. La chute de Gibraltar provoque des effusions de joie au Maroc ; le chroniqueur maure Ibn Marzuq note que pendant qu'il étudiait à Tlemcen, son professeur a annoncé à sa classe: « Réjouis-toi, communauté des fidèles, parce que Dieu a eu la bonté de nous rendre Gibraltar ! » Selon Ibn Marzuq, les étudiants ont éclaté en cris de louange, remercié et versé des larmes de joie.